# Mactan (Schiff)
Die Mactan war ein Fracht- und Fahrgastschiff, das am 16. Juli 1973 vor der Insel Maestro de Campo sank.

## Einzelheiten
Das Motorschiff wurde 1961 von der Werft Nippon Kōkan in Shimizu gebaut und fuhr zunächst für die Reederei General Shipping Company aus Manila unter dem Namen General del Pilar. 1967 wurde das Schiff an die ebenfalls in Manila ansässige Reederei Compania Maritima veräußert und auf den Namen Mactan umgetauft.

## Untergang des Schiffes
Am 16. Juli 1973 befand sich das Schiff auf einer Reise von Nasipit auf der Insel Mindanao und einem Zwischenstopp in Cebu City auf dem Weg nach Manila. Das Schiff hatte 680 Passagiere und die Besatzung an Bord und transportierte eine Ladung, die aus Bananen, Sperrholzplatten und Bauholz bestand. Bei der Durchfahrt der Tablas-Straße kam es aufgrund von Schlechtwetter zu einem nicht näher spezifizierten Wassereinbruch, infolgedessen die Mactan sank. Die Deformierungen am Schiff lassen das Auftreffen einer Monsterwelle vermuten. Die Schiffsführung versuchte auf die Leeseite der Insel Maestre de Campos zu gelangen und manövrierte das Schiff nahe unter die Ostküste der Insel, um das Schiff zu evakuieren. Das Schiff sank um 5:30 Uhr, von der Besatzung und den Passagieren konnten 657 Personen gerettet werden.

## Wrack
Das Wrack der Mactan liegt auf der Ostseite der Insel nahe dem Ufer in 20 bis 52 Meter Tiefe auf dem Abhang eines Korallenriffs. Der Mast mit dem Radar reicht bis auf eine Tiefe von 18 Meter unterhalb des Meeresspiegels.